# Heeresfolge
Heeresfolge (auch Heerfolge) ist ein Begriff aus dem mittelalterlichen Lehnswesen und bezeichnet die Pflicht, seinen Lehnsherrn im Kriegsfall militärisch unterstützen zu müssen. In der Frühzeit des Heiligen Römischen Reiches erfolgte der Aufruf zur Heeresfolge durch den Heerbann, weshalb die Begriffe teilweise auch synonym verwendet werden.
Im Zeitalter der Wikingerzüge, der Ungarneinfälle und der Sarazenen-Piraterie (ab etwa 800 bis kurz nach 1000 n. Chr.) suchten die geplagten Bauern und Bürger Schutz bei kampfbereiten Waffenträgern, ob aus Adel oder freier Bauernschaft, diese wiederum unterstellten sich mächtigeren Fürsten und jene dem König. So wurden die großen Landbesitzer des Frühmittelalters durch einen neuen, tatkräftigen Schwertadel abgelöst (nach Marc Bloch).
Als wirtschaftliche Grundlage für die kämpfende Lebensweise sowie die aufwändige Ausrüstung der Panzerreiter gewährte der Lehnsherr ihnen ein Stück Land zur freien Verfügung und band sie damit – auch durch die Widerruflichkeit des Lehens bei Pflichtversäumnissen – an sich. Zugleich gewährte er ihnen mittels seines größeren Rittergefolges Schutz und Sicherheit. Im Gegenzug musste der Lehnsnehmer dem Lehnsherrn Treue schwören und in Friedenszeiten zur Beratung und zu Hofdiensten, in Kriegszeiten für die Heeresfolge (und zwar für eine limitierte Anzahl von Tagen pro Jahr ohne weitere Bezahlung) zur Verfügung stehen und dafür Pack-, Reit- und Kampfpferde (in festgelegter Anzahl) sowie Knappen und Knechte (ebenfalls der Mindestzahl nach festgelegt) samt Waffen, Rüstungen und Reiswagen mitbringen. Auch Bistümer und Abteien waren im Rahmen des Königsdienstes zur Heeresfolge verpflichtet, was in der Praxis die meist gräflichen Vögte der Hochstifte und Klöster mit ihrem Rittergefolge wahrnahmen; oft setzten sich die Bischöfe aber auch selbst an die Spitze ihres Aufgebots.
Die Vasallen des Königs und der Fürsten hatten das Recht, einen Teil ihres Grundbesitzes an Untervasallen zu verleihen, wodurch die Rittergüter entstanden, die wiederum Teile ihrer Grundherrschaften an ihre Erbuntertänigen oder Hintersassen (Hörige und Grundholde) vergaben, welche dafür Pachtabgaben in Naturalien und Frondienste zu leisten hatten. Sie bestellten die Felder und erhielten im Gegenzug Schutz gegen Überfälle, etwa bei Fehden, was in der Praxis aber nicht immer funktionierte. Auch standen die ausgedehnten Kriegszüge der Könige, die jeden Sommer stattfanden, durch die Mitnahme vieler Bauern im Rahmen der Heeresfolge der Fürsten und Ritter einer geregelten Ackerbestellung und Ernte oft entgegen. So suchten sich die noch freien Bauern dem Heerbann oft dadurch zu entziehen, dass sie sich unter den Schutz und in den Dienst von Mächtigeren begaben, von welchen sie bei der Ausrüstung unterstützt oder – im Gegenzug für die Eingehung der Abgabenpflicht – auch ganz vom Kriegsdienst befreit wurden, was wiederum den Feudalismus förderte.